# راد بلگویویچ

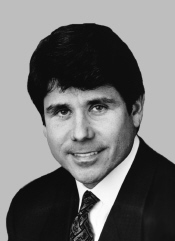

راد بلَگویِویچ (انگلیسی: Rod Blagojevich؛ زادهٔ ۱۰ دسامبر ۱۹۵۶) (‎/bləˈɡɔɪ.əvɪtʃ/‎، متولد ۱۰ دسامبر ۱۹۵۶) سیاستمدار آمریکایی است که از سال ۲۰۰۳ تا زمان استیضاح و برکناریش از این سمت در سال ۲۰۰۹، چهلمین فرماندار ایلینوی بود.
بلگویویچ که دمکرات است، پیش از انتخاب به عضویت در مجلس نمایندگان ایالات متحده آمریکا بخش‌هایی از شیکاگو را در مجلس نمایندگان ایالتی ایلینوی نمایندگی می‌کرد. او در سال ۲۰۰۲ به عنوان فرماندار انتخاب شد که نخستین دمکراتی بود که پس از ۳۰ سال به این سمت می‌رسید. او در سال ۲۰۰۶ مجدداً در انتخابات پیروز شد. بلگویویچ استیضاح و از سمت خود برکنار شد، او برای انتصابات سیاسی رشوه مطالبه کرده بود از جمله برای انتصاب کرسی خالی در سنای ایالات متحده پس از انتخاب باراک اوباما به ریاست جمهوری در سال ۲۰۰۸. بلگویویچ در دادگاه مجرم شناخته و به ۱۴ سال زندان محکوم شد.